# ラオスにおけるコーヒー生産

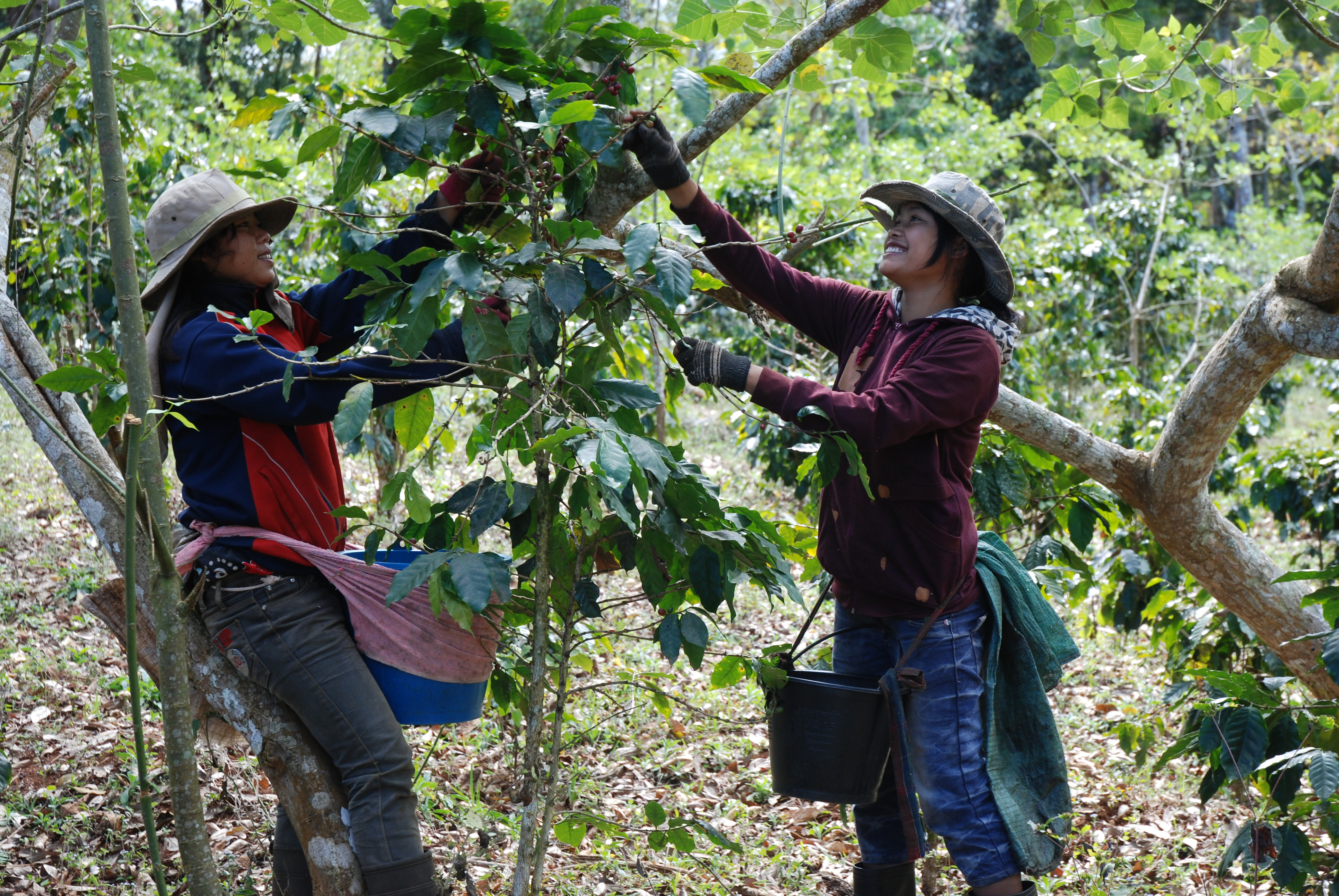
ラオスでのコーヒーの収穫

ラオスではロブスタ種とアラビカ種の2つの主力種が栽培されている。ロブスタ種は主にラオスで日常的に飲用されているコンデンスミルクを入れて甘くして飲むレギュラーコーヒー用として栽培されている。アラビカ種はマイルドな味のため高品質とされ、ドリップコーヒーやエスプレッソ向けに栽培されている。年間約20,000トンの生産量があり、うちアラビカ種が約5,000トン、ロブスタ種が約15,000トンである。

## 概要
ラオスのアラビカ種は標高約1100～1300㍍で栽培されている。ロブスタ種概ね800～1100㍍の標高で栽培されている。95%のコーヒーはボーラウェン高原で栽培されている。ボーラウェン高原はフランス植民地時代にラオスで最初にコーヒーが植樹された地である。コーヒーはラオス第5位の輸出品目である。アラビカ種とロブスタ種の他にリベリカ種も栽培されている。
ラオスは高品質のコーヒー豆を誇る世界屈指の国であるが、コーヒー生産がもたらすものは自慢話にとどまらない。コーヒー産業はラオス経済の生命線であり、基本的な生計の手段である。大豆やコメ、トウモロコシなどの一般的な穀物を栽培するラオスの農家は著しく低い賃金のもとで働いているが、コーヒー農家の所得はそれを上回る。しかし、近年では相続などで家長１人の所有する畑の面積が減り兼業農家になっている家族も多い。。
ラオスの豊富な労働資源、土壌、適度の気候が高品質のアラビカ種の生産を可能としている。

## コーヒー生産の歴史
フランスがラオスに数本のコーヒーの苗木と土をもたらしたのは1915年のことである。北部でのコーヒー栽培への試行錯誤の後、フランスは南部の方がコーヒー栽培に適していることを認識した。数百万年前、南部で火山の噴火があったため、南部の土壌は排水性にすぐれる。。南部にはラオス最大のコーヒー生産地であるボーラウェン高原が存在する。
ボーラウェン高原は常緑樹が生い繁るパクソン郡にある。土壌だけではなく、標高800メートルから1350メートル地帯の冷涼な気候と、雨季と乾季がありがコーヒー栽培に最適な地としている。
20年前からラオス政府は農民とともに高価格で取引することができ、農家の所得増に繋がるアラビカ種の増産に取り組んでいる。250の村に20,000のコーヒーを栽培するコミュニティがあり、その多くの農家がコーヒー栽培によって生計を立てている。